# John Kowalski
John Kowalski (* 22. Dezember 1951 in Miłków, Polen) ist ein ehemaliger polnischer Trainer US-amerikanischer Fußballklubs sowie ehemaliger Trainer der US-amerikanischen Futsalnationalmannschaft bzw. der US-amerikanischen Fußballnationalmannschaft. Zurzeit trainiert er die Frauenfußballmannschaft an der Robert Morris University sowie die U-15-Mädchenmannschaft des Stars United SC in Pittsburgh, Pennsylvania.

## Karriere
Kowalski war Trainer der US-amerikanischen Futsalnationalmannschaft, mit der er 1989 bei der 1. Futsal-Weltmeisterschaft in den Niederlanden eine Bronzemedaille und bei der zweiten Futsal-Weltmeisterschaft 1992 in Hongkong eine Silbermedaille gewinnen konnte. Im Jahre 1991 war er für drei Spiele Trainer der US-amerikanischen Fußballnationalmannschaft, mit der er einen Sieg, ein Remis sowie eine Niederlage erreichte, bevor er sein Amt an Bora Milutinović abgeben musste. Seit die Futsal-Weltmeisterschaft ein von der FIFA anerkanntes Turnier ist, ist die 1992 erreichte Silbermedaille die höchste je errungene Medaille im US-amerikanischen Männerfußball in einem von der FIFA organisierten Turnier. Von 1997 bis 1998 übernahm er das Amt des Trainers beim von 1996 bis 2001 existenten Major-League-Soccer-Klub Tampa Bay Mutiny. Weitere Trainerstationen waren die Pittsburgh Riverhounds und der Indoor Soccer Klub Pittsburgh Spirit. Seit 2003 trainiert er die Frauenfußballmannschaft an der Robert Morris University und ist zudem Trainer der U-15-Mädchenmannschaft des Stars United SC in Pittsburgh, Pennsylvania. Das Team begleitet er nun schon seit mehreren Jahren und konnte mit den Mädchen bereits einige Erfolge, wie zum Beispiel den Halbfinalseinzug beim PA West State Cup 2008, feiern.

## Erfolge als Trainer
- Bronzemedaille bei der Futsal-Weltmeisterschaft 1989 mit USA
- Silbermedaille bei der Futsal-Weltmeisterschaft 1992 mit USA

## Privat
Kowalskis Ehegattin heißt Pat und er ist Vater einer Tochter namens Kaylene. Zurzeit wohnt die Familie in Sewickley, Pennsylvania.